# Pertima
Pertima is een bestuurslaag in het regentschap Karangasem van de provincie Bali, Indonesië. Pertima telt 4796 inwoners (volkstelling 2010).